# Yekaterinburg

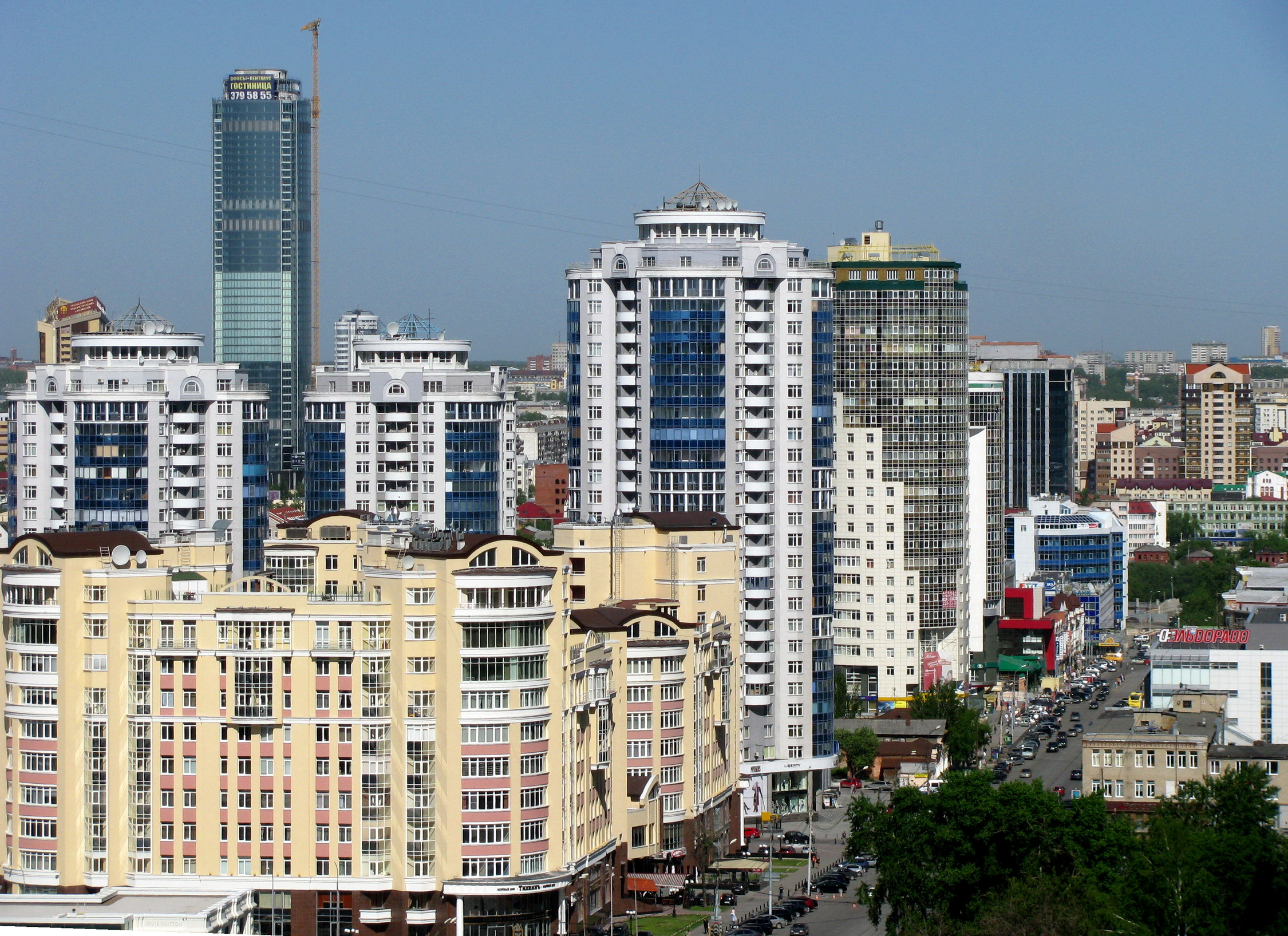
Aquamarine apartment complex

Yekaterinburg (tiếng Nga: Екатеринбу́рг, cũng được Latinh hóa là Ekaterinburg), trước đây là Sverdlovsk (Свердло́вск) là một thành phố chính ở miền trung Nga, là trung tâm hành chính của Tỉnh Sverdlovsk, trung tâm công nghiệp và văn hóa của vùng liên bang Ural. Đây là thành phố lớn thứ năm của Nga theo dân số năm 2002 với 1,37 triệu dân vào năm 2010. Thành phố có sân bay quốc tế Yekaterinburg.

## Địa lý
Yekaterinburg nằm ở hai bên bờ sông Iset, sườn phía đông dãy núi Ural. Vì thế, Yekaterinburg thực chất nằm ở Đông Bắc Á. Thành phố rộng chừng 1.111 km2 và ở độ cao khoảng hơn 230 mét so với mực nước biển.

## Lịch sử
Thành phố được thành lập năm 1723 bởi Vasily Tatischev và Georg Wilhelm de Gennin và đặt tên theo vợ Sa hoàng Peter Đại đế, hoàng hậu Catherine I (Yekaterina). Ngày thành lập chính thức của thành phố là ngày 18 tháng 11 năm 1723. Nó đã được nâng cấp thành thị trấn vào năm 1796.
Ngay sau khi cuộc Cách mạng Nga vào ngày 17 tháng 7 năm 1918, Sa hoàng Nicholas II, vợ của ông, Alexandra, và con của nữ Đại công tước Olga, Tatiana, Maria, Anastasia, và Tsarevich Alexei đã bị hành quyết bởi những người Bolshevik tại Nhà Ipatiev ở thành phố này. Các thành viên khác của gia đình Romanov đã thiệt mạng tại Alapayevsk ngày hôm sau. Năm 1977, Nhà Ipatiev đã bị phá hủy theo lệnh của Boris Yeltsin, để ngăn chặn nó khỏi bị phái bảo hoàng sử dụng. Sau đó ông trở thành Tổng thống đầu tiên của Liên bang Nga và đại diện cho người dân tại tang lễ của các Sa hoàng vào năm 1998.
Ngày 24 tháng 8 năm 2007, đài BBC đã báo cáo rằng các nhà khảo cổ học Nga đã tìm thấy hài cốt của hai đứa con của Sa hoàng cuối cùng của Nga. Còn lại đã được ở khu vực trong Yekaterinburg nơi Sa hoàng, vợ ông và ba người con gái khác đã được tìm thấy vào năm 1991 cùng với di hài của bốn người hầu. Năm 2007, các di hài được phát hiện được cho là di hài của Hoàng tử Alexei và chị gái Maria của mình. Nhà khảo cổ Sergei Pogorelov cho biết viên đạn được tìm thấy tại bãi chôn lấp cho thấy các con của Sa hoàng đã bị bắn. Ông nói với truyền hình Nga xương mới được khai quật thuộc về hai người trẻ tuổi: một nam cháu trai tuổi từ 10-13 và một thiếu nữ khoảng 18-23. Các bình gốm tìm thấy gần đó có chứa axit sulfuric, phù hợp với một ghi chép của một trong những đội xử bắn Bolshevik, người đã nói rằng sau khi chụp ảnh gia đình họ đã tưới axit lên người nạn nhân để phá hủy xác chết và ngăn chặn chúng trở thành đối tượng tôn kính. Di hài của Sa hoàng đã đưa ra một tang lễ nhà nước trong tháng 7 năm 1998.
Trong những năm 1930, Yekaterinburg là một trong các địa phương được chính phủ Liên Xô ưu tiên phát triển thành một trung tâm của ngành công nghiệp nặng, trong thời gian Uralmash nổi tiếng được xây dựng. Sau đó, trong chiến tranh thế giới thứ II, các viện kỹ thuật của chính quyền và các nhà máy được chuyển đến Yekaterinburg từ các khu vực bị ảnh hưởng bởi chiến tranh (chủ yếu là Moscow), và nhiều người trong số họ ở trong Yekaterinburg sau chiến thắng. Các bộ sưu tập của Bảo tàng Hermitage cũng một phần sơ tán từ Leningrad đến Sverdlovsk trong tháng 7 năm 1941 và ở đó cho đến tháng 10 năm 1945.
Các khu chung cư năm tầng còn lại ngày nay tại Kirovsky, Chkalovsky, và các khu vực dân cư khác của Yekaterinburg mọc lên vào những năm 1960, dưới sự chỉ đạo của chính phủ Khrushchev.
Ngày 01 tháng 5 năm 1960, một máy bay do thám Mỹ U-2, thử nghiệm bởi Francis Gary Powers trong khi đang sử dụng của CIA, bị bắn rơi ở tỉnh Sverdlovsk. Ông đã bị bắt, đưa ra xét xử, kết tội làm gián điệp và bị kết án bảy năm lao động khổ sai. Ông chỉ ở tù khoảng một năm trước khi được trao đổi lấy Rudolph Abel, một điệp viên cao cấp của KGB, người đã bị bắt tại Hoa Kỳ vào năm 1957.
Có một đợt bùng phát bệnh than ở Yekaterinburg (sau đó là ở tỉnh Sverdlovsk) vào tháng tư và tháng năm 1979, là do các quan chức Liên Xô cho người dân địa phương ăn thịt bị nhiễm. Tuy nhiên, các cơ quan Mỹ tin rằng người dân địa phương hít phải bào tử vô tình phát hành từ một bình phun của một tác nhân gây bệnh tại một cơ sở vi sinh học quân sự. Cuốn sách Bioharzard của tiến sĩ Kanatjan Alibekov cho thấy vụ rò rỉ than Sverdlovsk đồng ý với quan điểm của cơ quan Mỹ. Năm 1992, Boris Yeltsin đã thừa nhận rằng sự bùng nổ bệnh than đã được gây ra bởi quân đội. Trong năm 1994, một nhóm các nhà nghiên cứu độc lập của Mỹ do Matthew Meselson kết luận rằng bệnh tật là kết quả của một bản phát hành bệnh than từ các căn cứ quân sự Sverdlovsk-19.

## Dân số
Dân số giảm trong thập niên 1990 và tăng chậm trong thế kỷ 21.
| 1724    | 1781      | 1820      | 1861      | 1917      | 1926      | 1939      |
| ------- | --------- | --------- | --------- | --------- | --------- | --------- |
| 4 000   | 7 969     | 13 026    | 19 832    | 71 590    | 134 800   | 423 000   |
| 1959    | 1970      | 1979      | 1989      | 2002      | 2005      | 2010      |
| 778 600 | 1 025 000 | 1 211 200 | 1 364 621 | 1 340 465 | 1 335 500 | 1 372 800 |

## Hình ảnh

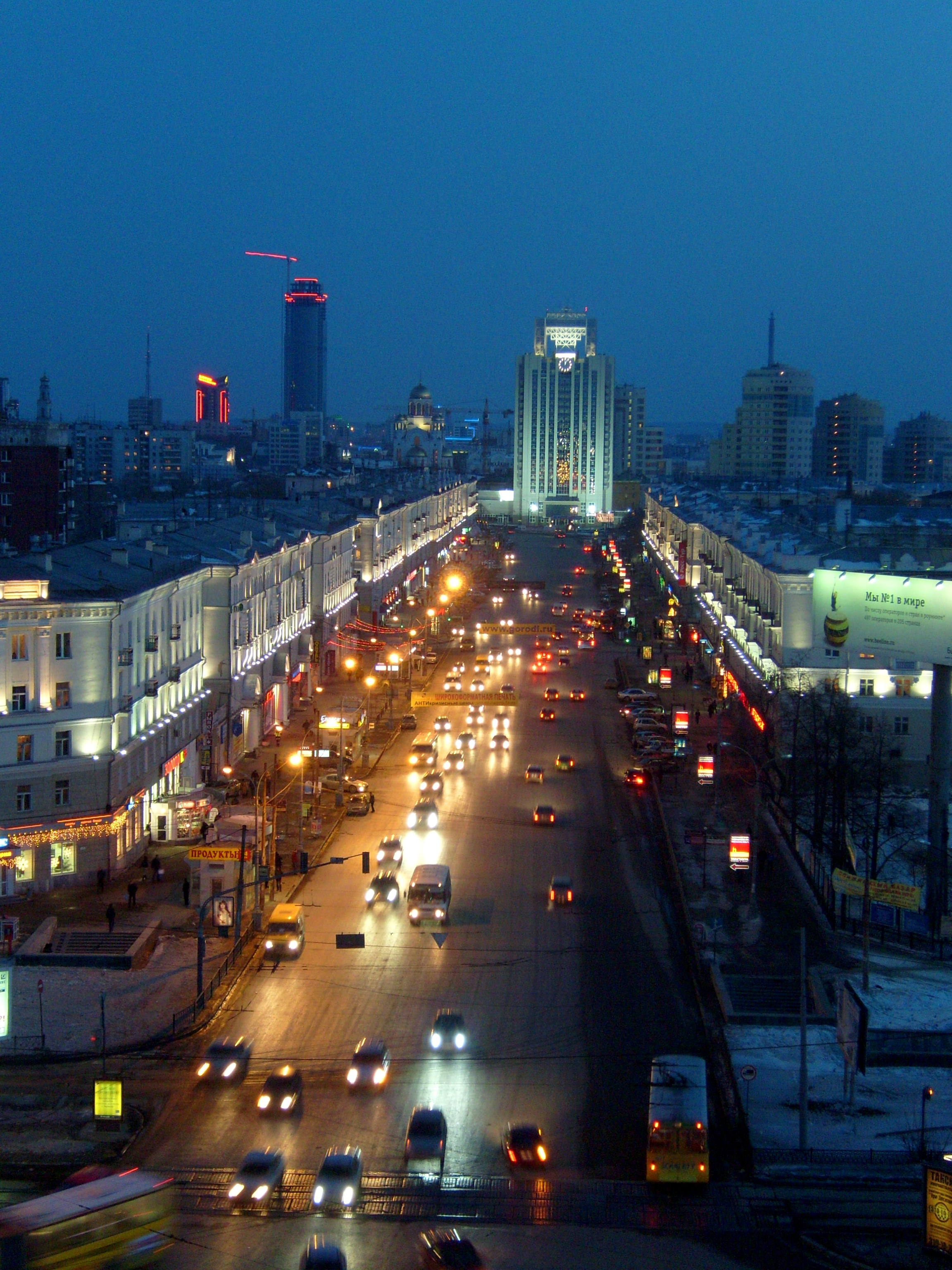
Đường Sverdlova
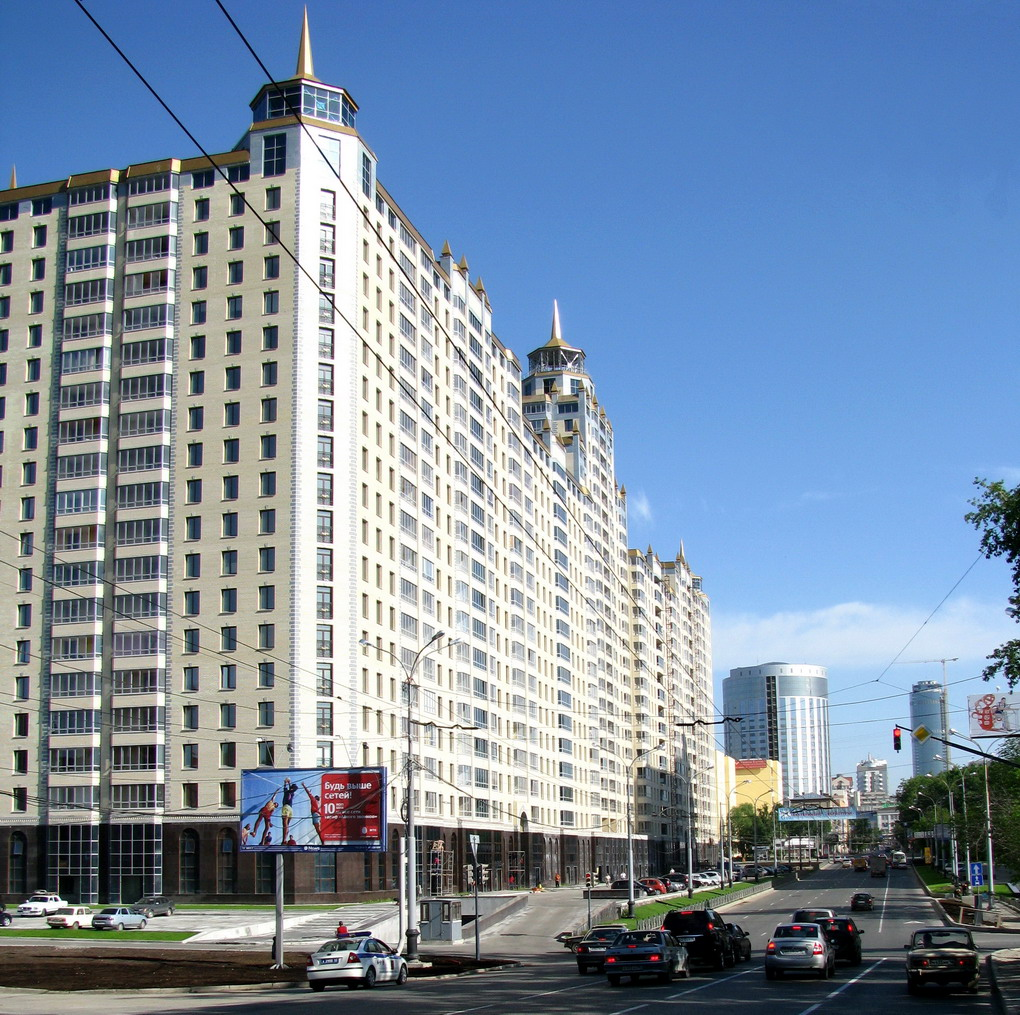
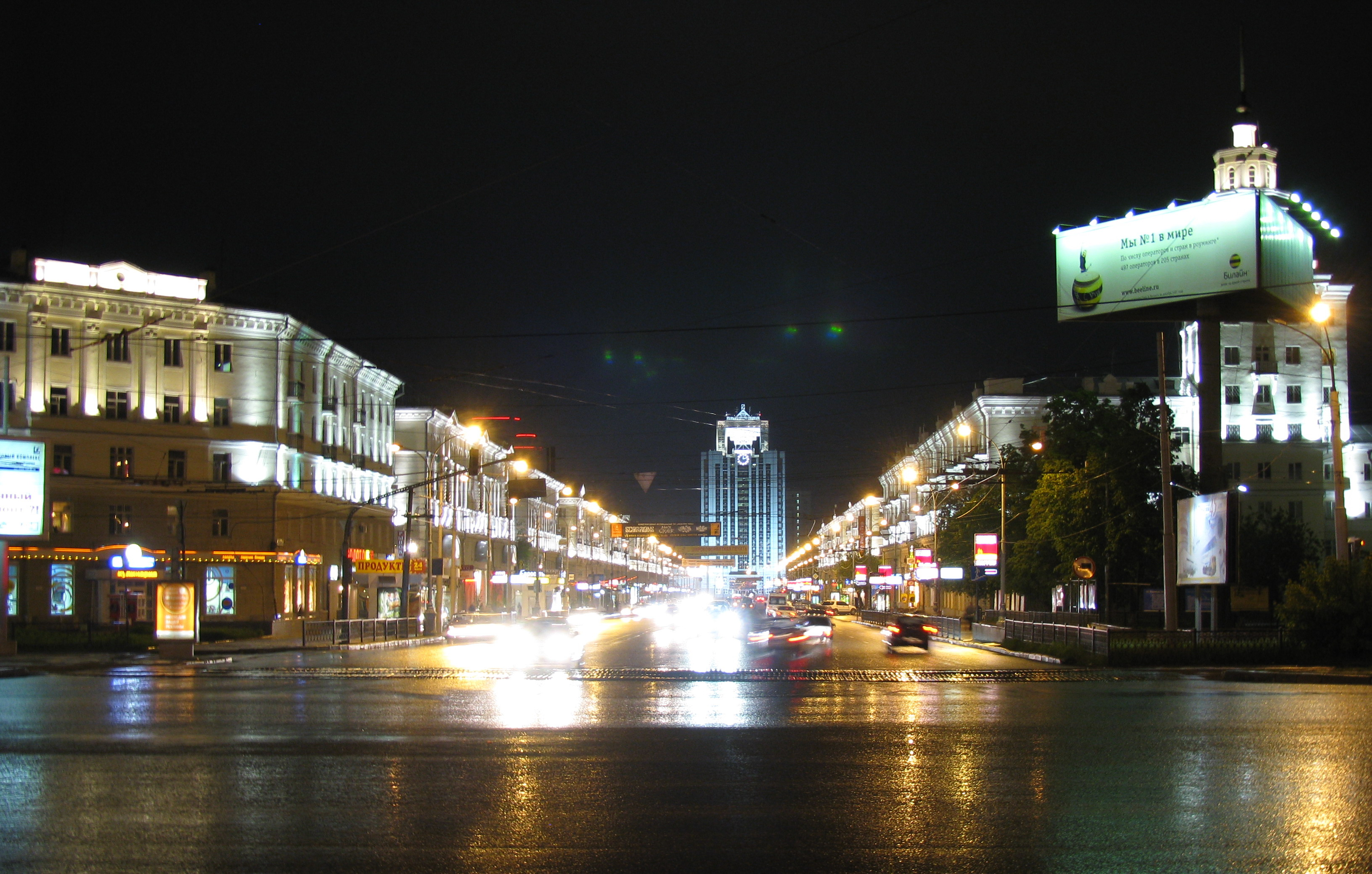